# Ахутин, Анатолий Валерианович
Анато́лий Валериа́нович Аху́тин (11 сентября 1940, Ленинград) — советский, российский и украинский философ, специалист в области истории науки, философии науки, истории философии, культурологии.

## Биография
В 1945 году вместе с семьёй переехал из Ленинграда в Москву. Окончил химический факультет МГУ. Кандидат химических наук (1965). В 1965—1988 годах работал в Институте истории естествознания и техники АН СССР. С 1988 по 1991 в Институте философии АН СССР. C 1991 по 1996 гг. — ведущий научный сотрудник группы «Диалог культур» при РГГУ. С 1996 по 2002 — ведущий научный сотрудник философского факультета РГГУ. С 2002 по 2010 - ведущий научный сотрудник  Института высших гуманитарных исследований РГГУ. С 2010 по 2014 — доцент  философского факультета РГГУ. 
Член научного совета «Онтологического общества» (СПб). Член редколлегии ежегодника «Архэ» (РГГУ) (первый выпуск — 1993 год), член редколлегии журнала «Точки. Puncta». 
С 1967 года был учеником Владимира Библера, входил в так называемый «Библеровский кружок».
Постоянный участник акций Стратегии-31 на Триумфальной площади. В 2014 году после аннексии Крыма Россией эмигрировал на Украину, обосновался в Киеве, назвав свою эмиграцию «бегством от духоты», от «той степени ненависти, которая присутствует в России нынешней». В работах и выступлениях эмигрантского периода, с опорой на некоторые идеи позднего Гуссерля, Ханны Арендт, Ю. Хабермаса обосновывает идею Европы как публичного пространства, форума, на котором находятся новые методы гражданского согласия, но также лабораторно осуществляется синтез разных форм представительства, от политических партий до прямых референдумов, и тем самым реализуется недостижимое в других культурах единство общинного и общественного начал.

## Работы
Автор около 50 работ, в том числе:
- История принципов физического эксперимента. От Античности до XVII века. М., 1976
- «Фюсис» и «натура». Понятие «Природа» в античности и в новое время. М., 1989
- Предисловие к публикации: М. Хайдеггер. «Основные понятия метафизики» // Вопросы философии. 1989. № 9
- Записки из-под спуда // Архэ: Культурно-логический ежегодник. Вып.1. Кемерово, 1993
- Большой народ без малого  (недоступная ссылка с 16-05-2013 [4316 дней]) // Русская идея и евреи. Роковой спор. М., 1994
- Дело философии // Архэ: Ежегодник культурно-логического семинара. Вып.2. М., 1996
- Тяжба о бытии: Сб. философских работ. М., 1997. — 304 с. ISBN 5-7333-0474-X
- Философия на троих. [В соавт.]. Рига, 2000.
- Поворотные времена. СПб., 2005. — 743 с. Тираж — 3000 экз. ISBN 978-5-02-026872-2
- Античные начала философии. — СПб., Наука, 2007. — 783 с. ISBN 5-02-026918-2
- Европа — форум мира. К.: ДУХ I ЛIТЕРА. — 2015. — 88 с. ISBN 978-966-378-383-3